# Gensac-la-Pallue
Gensac-la-Pallue és un municipi francès situat al departament del Charente i a la regió de la Nova Aquitània. L'any 2007 tenia 1.604 habitants.

## Demografia

### Població
El 2007 la població de fet de Gensac-la-Pallue era de 1.604 persones. Hi havia 664 famílies de les quals 152 eren unipersonals (68 homes vivint sols i 84 dones vivint soles), 256 parelles sense fills, 224 parelles amb fills i 32 famílies monoparentals amb fills.
La població ha evolucionat segons el següent gràfic:
Habitants censats

### Habitatges
El 2007 hi havia 728 habitatges, 680 eren l'habitatge principal de la família, 22 eren segones residències i 26 estaven desocupats. 701 eren cases i 19 eren apartaments. Dels 680 habitatges principals, 566 estaven ocupats pels seus propietaris, 91 estaven llogats i ocupats pels llogaters i 23 estaven cedits a títol gratuït; 4 tenien una cambra, 12 en tenien dues, 49 en tenien tres, 192 en tenien quatre i 423 en tenien cinc o més. 466 habitatges disposaven pel capbaix d'una plaça de pàrquing. A 261 habitatges hi havia un automòbil i a 389 n'hi havia dos o més.

### Piràmide de població
La piràmide de població per edats i sexe el 2009 era:
| Homes | Edats   | Dones |
| ----- | ------- | ----- |
| 0     | 95 o +  | 0     |
| 8     | 90 a 94 | 8     |
| 4     | 85 a 89 | 12    |
| 24    | 80 a 84 | 4     |
| 28    | 75 a 79 | 24    |
| 28    | 70 a 74 | 44    |
| 16    | 65 a 69 | 48    |
| 40    | 60 a 64 | 36    |
| 40    | 55 a 59 | 48    |
| 88    | 50 a 54 | 80    |
| 88    | 45 a 49 | 88    |
| 56    | 40 a 44 | 64    |
| 64    | 35 a 39 | 76    |
| 60    | 30 a 34 | 36    |
| 44    | 25 a 29 | 44    |
| 28    | 20 a 24 | 44    |
| 32    | 15 a 19 | 44    |
| 64    | 10 a 14 | 52    |
| 44    | 5 a 9   | 32    |
| 20    | 0 a 4   | 28    |

## Economia
El 2007 la població en edat de treballar era de 1.085 persones, 770 eren actives i 315 eren inactives. De les 770 persones actives 734 estaven ocupades (402 homes i 332 dones) i 36 estaven aturades (8 homes i 28 dones). De les 315 persones inactives 159 estaven jubilades, 71 estaven estudiant i 85 estaven classificades com a «altres inactius».

### Ingressos
El 2009 a Gensac-la-Pallue hi havia 679 unitats fiscals que integraven 1.643,5 persones, la mediana anual d'ingressos fiscals per persona era de 20.099 €.

### Activitats econòmiques
Dels 89 establiments que hi havia el 2007, 2 eren d'empreses extractives, 4 d'empreses alimentàries, 3 d'empreses de fabricació de material elèctric, 11 d'empreses de fabricació d'altres productes industrials, 18 d'empreses de construcció, 22 d'empreses de comerç i reparació d'automòbils, 1 d'una empresa de transport, 2 d'empreses d'hostatgeria i restauració, 2 d'empreses financeres, 6 d'empreses immobiliàries, 9 d'empreses de serveis, 5 d'entitats de l'administració pública i 4 d'empreses classificades com a «altres activitats de serveis».
Dels 22 establiments de servei als particulars que hi havia el 2009, 1 era una oficina de correu, 1 funerària, 2 tallers de reparació d'automòbils i de material agrícola, 6 paletes, 2 guixaires pintors, 2 fusteries, 1 lampisteria, 3 electricistes, 1 empresa de construcció, 1 perruqueria, 1 restaurant i 1 agència immobiliària.
Dels 5 establiments comercials que hi havia el 2009, 1 era una botiga de menys de 120 m², 1 una fleca, 1 una carnisseria, 1 una llibreria i 1 una botiga de mobles.
L'any 2000 a Gensac-la-Pallue hi havia 39 explotacions agrícoles que ocupaven un total de 1.380 hectàrees.

## Equipaments sanitaris i escolars
L'únic equipament sanitari que hi havia el 2009 era una farmàcia.
El 2009 hi havia una escola elemental.

## Poblacions més properes
El següent diagrama mostra les poblacions més properes.